# Округ Терстон (Вашингтон)
Терстон (енгл. Thurston County) је округ у америчкој савезној држави Вашингтон.

## Демографија
По попису из 2010. године број становника је 252.264, што је 44.909 (21,7%) становника више него 2000. године.
| Група             | 2000.           | 2010.           |
| Белци             | 172.963 (83,4%) | 199.019 (78,9%) |
| Афроамериканци    | 4.881 (2,4%)    | 6.752 (2,7%)    |
| Азијати           | 9.145 (4,4%)    | 13.037 (5,2%)   |
| Хиспаноамериканци | 9.392 (4,5%)    | 17.787 (7,1%)   |
| Укупно            | 207.355         | 252.264         |